# جيني إسباين
جيني إسباين (بالإنجليزية: Jenny Spain)‏ هي عارضة وممثلة أمريكية، ولدت في 2 يوليو 1980 في سان دييغو في الولايات المتحدة.

## وصلات خارجية
- الموقع الرسمي
- جيني إسباين على موقع IMDb (الإنجليزية)
- جيني إسباين على موقع ألو سيني (الفرنسية)
- جيني إسباين على موقع قاعدة بيانات الفيلم (الإنجليزية)
- جيني إسباين على موقع كينوبويسك (الروسية)